# أحمد الحشاني
أحمد الحشاني رجل دولة متقاعد وسياسي تونسي، ولد في 4 أكتوبر 1956 بتونس العاصمة، عيّنه الرئيس قيس سعيد يوم 1 أغسطس 2023 رئيسا للحكومة خلفا لنجلاء بودن التي أعفاها من منصبها، وفي 8 أغسطس 2024 تمت إقالته من منصبه من قبل الرئيس قيس سعيد وتم تكليف وزير الشؤون الاجتماعية كمال المدوري برئاسة الحكومة.

## السيرة
تخرج أحمد الحشاني من كلية الحقوق والعلوم السياسية بجامعة تونس سنة 1983، كما شغل منصب مدير عام الموارد البشرية في البنك المركزي التونسي. أكدت وسائل إعلام تونسية أن الحشاني «تقلّد مسؤوليات اقتصادية ومالية بوزارة المالية وأيضا بالبنك المركزي» وقد ظل يتدرج في المناصب إلى أن بلغ مناصب قيادية كمدير عام الشؤون القانونية بالبنك المركزي ثم مديرًا عامًا للموارد البشرية، قبل أن يغادر إلى التقاعد عام 2018.

### توجهاته السياسية
ينحدر الحشاني من نسل علي باي الثالث، وعبر في عديد المرات عن إعجابه بالملكية وبتونس في عصر البايات. صرح كذلك بأنه داعم لتنصيب ملكية دستورية في بلاده، بحجة أن ذلك سيبعدها عن السقوط في ديكتاتورية رئاسية أو برلمانية، وسيخلصها من القبلية والشعبوية.
حسب ما راج على صفحاته بمواقع التواصل الإجتماعي، فالحشاني يؤيد علمانية الدولة والمساواة بين المرأة والرجل كما يكن العداء لأحزاب تيار الإسلام السياسي.